# Hotepibre
Hotepibre o Hetepibre ('El que posa el cor de Ra en pau' o 'El que satisfà el cor de Ra') fou un faraó de la dinastia XIII. El seu nom podria ser també Sehotepibre o Sehetepibre. També és esmentat per la variant del seu nom, Harnedjheriotef o Siharnedjheriotef.
El seu nom personal fou Aamw sA Hr-nD-it=f (Aamu, fill d'Hornedjitef) i Hotepibre o Sehotepibre fou el nom de regnat (un faraó Sehotepibre apareix en la llista de reis, però podria ser un faraó diferent).
A Tell al-Daba, es va trobar una estàtua del faraó.